# Mil·lenni III aC
El mil·lenni iii aC va abastar els anys des del 3000 aC fins al 2001 aC. Aquest període correspon a la primerenca i mitjana edat del bronze, caracteritzada per l'inici dels imperis a l'antic Pròxim Orient. A l'antic Egipte, al període tinita el segueix el regne antic. A Mesopotàmia, les ciutats estat són breument unificades per l'Imperi accadi, el primer exemple d'un imperi conegut, al qual succeeixen la tercera dinastia d'Ur i el període neosumeri. Les civilitzacions urbanes s'estenen al llarg dels rius: el Nil, Mesopotàmia, la vall de l'Indus, Oxus. A la Xina, les primeres ciutats semblen autosuficients gràcies als espais agrícoles sovint integrats als seus recintes.

## Esdeveniments
- 2800 aC: fundació de la ciutat de Mari (Síria).
- Creació del Regne d'Elam (a l'Iraq).
- 2900 - 2334 aC: guerres mesopotàmiques del període de les primeres dinasties.
- 2700 aC (aprox.): germinació de «Matusalem» (un pi de bristlecone) actualment l'arbre viu més antic del món (més de 4.600 anys).
- Dinastia de Lagash a Sumer (Iraq).
- 2500 aC: Huang Di funda la llegendària dinastia dels reis Sanhuangwudi de la Xina (data aproximada).
- 2474-2398 aC: edat d'or d'Ur a Mesopotàmia.
- Primera dinastia de Babilònia (a l'actual Iraq).
- Babilònia conquereix Sumer i l'Elam.
- Tercera i quarta dinasties d'Egipte.
- 2600 aC: unificació de la civilització de la vall de l'Indus.
- 2570 aC: data estimada de finalització de la Gran Piràmide de Gizeh.
- 2200 aC: primera invasió d'indoeuropeus a Grècia.
- Primera fase de la construcció del monument Stonehenge a Anglaterra.
- Nord-oest d'Europa: preval la cultura megalítica i la cultura del vas campaniforme.
- Important migració dels habitants del Sàhara central a l'Àfrica Occidental.

## Personatges destacats
- 2800 aC: Ur-Nanxe, rei de Lagash.
- 2500 aC: faraó Jufu (també conegut com a Keops) de la dinastia IV d'Egipte. Va regnar entre el 2589 i el 2566 aC.
- 2400 aC: Khnumhotep i Niankhkhnum es consideren la primera parella registrada del mateix sexe de la història.[1]
- 2371-2347 aC: Lugalsaggizi, rei d'Uruk i Umma. Conquereix Lagash.
- 2371-2316 aC: Sargó el Gran, fundador dels imperis d'Accad i Sumer.
- 2300 aC: Urukagina, rei de Lagash, gran reformador, crea el primer codi judicial conegut.
- 2112–2095 aC: Ur-Nammu, fundador de la tercera dinastia d'Ur.

## Invents, descobriments, introduccions
- 3000 aC: les civilitzacions de l'Orient Pròxim entren en l'edat del bronze.
- Pretalaiòtic I (Neolític) a Mallorca.[2]
- 2900 aC: es desenvolupa la ceràmica a Amèrica.
- Domesticació del cavall a Àsia central (~2000 aC).
- 2700 aC: extinció del Myotragus balearicus a causa de l'acció humana a Mallorca.[2]
- 2575 aC: el rei sumeri Gudea de Lagash estableix la mesura «peu» equivalent a 26,45 cm.
- Pintures rupestres a Rødøy (Noruega) mostren l'ús dels esquís.
- Domesticació del camell i el dromedari a Bactriana.
- Pretalaiòtic I a Menorca.[2]
- 1900 aC: Primers vaixells.
- A Sumer es construeixen els primers ziggurats.